# جاك سبراغ
جاك سبراغ (بالإنجليزية: Jack Sprague)‏ هو سائق سيارة سباق أمريكي، ولد في 8 أغسطس 1964 في سبرينغ ليك في الولايات المتحدة.

## وصلات خارجية
- الموقع الرسمي
- جاك سبراغ على موقع Racing-Reference.info (الإنجليزية)